# مانامبارو
مانامبارو (به لاتین: Manambaro) یک منطقهٔ مسکونی در ماداگاسکار است که در توآلانارو واقع شده‌است. مانامبارو ۱۷٬۹۰۱ نفر جمعیت دارد و ۱۹ متر بالاتر از سطح دریا واقع شده‌است.